# Tetrix hururanus
Tetrix hururanus är en insektsart som beskrevs av Sigfrid Ingrisch 2001. Tetrix hururanus ingår i släktet Tetrix och familjen torngräshoppor. Inga underarter finns listade i Catalogue of Life.